# Limbo (pel·lícula)
Limbo és un thriller d'acció de Hong Kong i de l'any 2021 dirigit per Cheang Pou-soi i protagonitzat per Gordon Lam, Cya Liu, Mason Lee i Hiroyuki Ikeuchi. La pel·lícula està basada en la novel·la Wisdom Tooth de la novel·lista xinesa Lei Mi.
Es va estrenar a tot el món al 71è Festival Internacional de Cinema de Berlín el març de 2021 i s'estrenaria a Hong Kong més endavant aquell mateix any.

## Argument
L'oficial de policia novell Yam Hoi (Mason Lee) és un agent acabat de graduar a l'acadèmia de policia. A causa d'una onada d'assassinats en sèrie, Hoi es va associar amb el germà Chin (Gordon Lam), que va ser reincorporat recentment al cos policial. Tanmateix, el duo no pot resoldre els casos i provoca una sèrie d'incidents. Més tard, Chin torna a trobar-se amb un nen del carrer, Wong To (Cya Liu), que va assassinar la seva dona i el seu fill, i la seva ira el fa caure en una espiral fora de control. Hoi perd maldestrament la pistola, que és trobada per l'assassí en sèrie. Amb l’assassí a l’aguait a la ciutat, la crisi s'acosta.

## Repartiment
- Gordon Lam com a germà Chin (展 哥)
- Cya Liu com a Wong To (王 桃)
- Mason Lee com a Yam Hoi (任 凱)
- Hiroyuki Ikeuchi
- Fish Liew
- Sammy Sum
- Hanna Chan
- Kumer

## Producció
La gravació de Limbo va començar el setembre del 2017 a Hong Kong, sent To Kwa Wan i Kwun Tong les principals ubicacions de rodatge, ja que molts edificis antics es troben en aquests districtes de la ciutat.
El 2 d'octubre de 2017 es va realitzar un rodatge d'una escena de baralla entre els actors Gordon Lam i Hiroyuki Ikeuchi en un terrat de Kwun Tong. Tant Lam com Ikeuchi van perdre 8 lliures i 30 lliures de pes respectivament pels seus papers a la pel·lícula. El 8 d’octubre de 2017, que també era l’aniversari de Lam, es va realitzar un rodatge a la badia de Kowloon per a una escena on Lam travessava un canal d’escombraries buscant proves.